# هنري كاغان
هنري بوريس كاغان (بالفرنسية: Henri Kagan)‏ (من مواليد 15 ديسمبر 1930) كيميائي، وأستاذ جامعي فرنسي وهو حاليًا أستاذ فخري بجامعة باريس الجنوبية بفرنسا. إنه معروف على نطاق واسع كرائد في مجال الحفز غير المتماثل. كان لاكتشافاته آثار بعيدة المدى على صناعة الأدوية.
تخرج من جامعة السوربون والمدرسة الوطنية العليا للكيمياء في باريس ونال درجة الدكتوراة في عهد جاك جاك في جامعة كوليج دو فرانس. بعد ذلك، كان باحثًا مشاركًا مع أ. هورو. ثم انتقل إلى جامعة باريس الجنوبية، أورساي حيث كان أستاذا فخريا. كان معلمًا بارزًا في بحثه هو تطوير بروابط متناظرة C2، على سبيل المثال، DIOP للحفز غير المتماثل. أدى هذا الاكتشاف إلى اكتشاف العديد من الروابط ذات الصلة التي تدعم المواد الحفازة المستخدمة في مجموعة متنوعة من التطبيقات العملية.